# Archidiecezja Managua
Archidiecezja Managua (łac. Archidioecesis Managuensis, hiszp. Arquidiócesis de Managua) – rzymskokatolicka archidiecezja ze stolicą w Managui w Nikaragui.
Arcybiskup Managui jest również metropolitą metropolii Managui.
Obecnie arcybiskupem Managui jest kard. Leopoldo Brenes.
Na terenie archidiecezji żyje 65 zakonników i 270 sióstr zakonnych.

## Historia
Archidiecezja Managua powstała 2 grudnia 1913.